# Wilhelm Fitzner (Kesselfabrikant)
Wilhelm Fitzner (* 8. Februar 1833 in Gleiwitz; † 3. Januar 1905 in Laurahütte) war ein Kesselfabrikant.

## Leben
Sein gleichnamiger Vater († 27. Februar 1878), ein Schmiedemeister aus Mittelschlesien, war 1836 nach Laurahütte gezogen, hatte in dem dort neu errichteten Hüttenwerke die Schmiedearbeiten übernommen und 1855 seine Kesselschmiede zur Kesselfabrik ausgebaut.
Wilhelm besuchte die örtliche Privatschule und die Realschule zum Zwinger in Breslau. Als Primaner musste er die Schule verlassen und im väterlichen Betrieb arbeiten. Zur weiteren Ausbildung war er drei Jahre Praktikant bei Borsig in Berlin und der Maschinenbauanstalt Gustav Heinrich v. Ruffer in Breslau. In dieser Zeit leistete er auch seinen Militärdienst als Einjährig-Freiwilliger im Grenadier-Regiment Nr. 11 in Breslau.
Im Jahr 1867 wurde die Firma R. Fitzner für Kleineisenzeug und Telegrafenbau gegründet. Zwei Jahre später erweiterte Fitzner den väterlichen Betrieb und begann im Jahr 1875 in größerem Umfang Gefäße und Rohre aller Art für Dampfheizungen, Gasleitungen sowie Bojen, Dükerrohre, Gefechtsmasten herzustellen. Nachdem das russische Wirtschaftsministerium im Jahr 1877 wiederholt die Zölle für Eisen und Eisenprodukte erhöht hatte, gründete er im Jahr 1881 mit Konrad Gamper (1849–1899) aus Stetten (Thurgau) eine zweite Kesselfabrik in Sosnowitz. Da dieses Werk größer wuchs als beabsichtigt, trat er es im Jahr 1895 an eine Aktiengesellschaft ab, um ihm Mittel zur Erweiterung zuzuführen. Im Jahr 1892 führte er die hydraulische Nieterei ein und sechs Jahre später die Wassergasschweißerei. Sein Bruder Richard starb am 26. Januar 1895 in Carlsbad.
Wilhelm Fitzner war 1861 dem Verein Deutscher Ingenieure (VDI) und dem Oberschlesischen Bezirksverein des VDI beigetreten. Er war auch Mitglied der Schiffbautechnischen Gesellschaft.

## Familie
Fitzner hatte sieben Söhne und sechs Töchter.

## Auszeichnungen
- 1889: Kronenorden IV. Klasse[8]
- 1895: Königlicher Kommerzienrat[8]
- 1903: Kronenorden IV. Klasse[8]